# Grigorije Durić

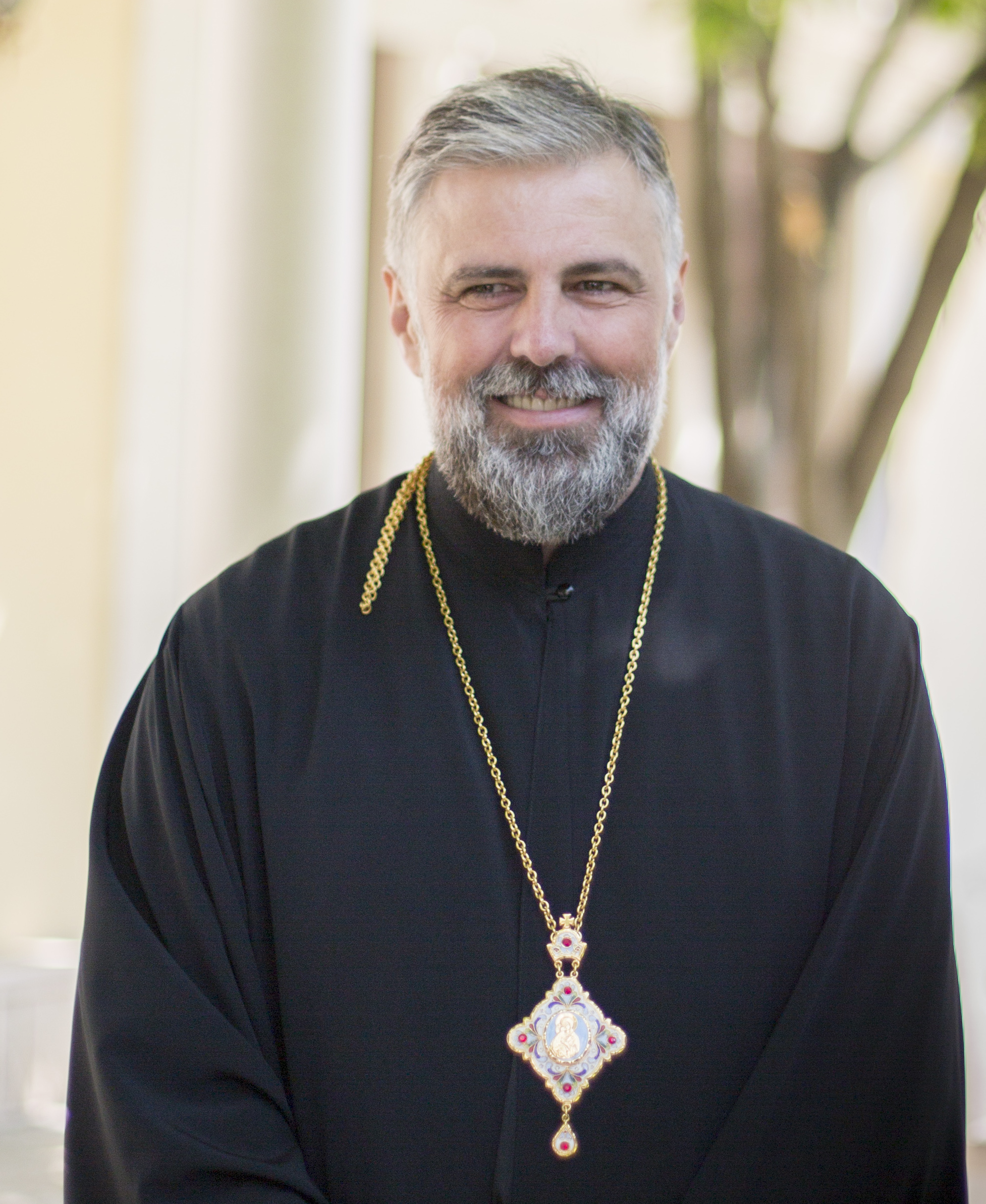
Grigorije Durić

Grigorije Durić (Григорије Дурић; geboren als Mladen Durić am 17. Dezember 1967) ist ein serbisch-orthodoxer Bischof und seit 2018 Oberhaupt der Eparchie von Düsseldorf und ganz Deutschland. Zuvor war er Bischof der Eparchie von Zahumlje und Herzegowina.

## Leben
Durić wurde in Vareš, Bosnien, Jugoslawien geboren. Er schloss die Oberschule für Elektronik in Vareš ab. Anschließend besuchte er die Theologische Oberschule in Belgrad und schloss sie 1988 ab. Er immatrikulierte sich an der Theologischen Fakultät und leistete ab 1989 seinen Wehrdienst in Zagreb. Als Student nahm er an den Protesten gegen Slobodan Milošević teil.

## Karriere
Durić wurde am 23. Juni 1992 im Kloster Ostrog zum Mönch geweiht, von dort aus ging er mit Bischof Atanasije ins Kloster Tvrdoš bei Trebinje. Er wurde am 17. Juli 1992 Hierodiakon und am 19. August 1992 Hieromonachos. Zum Abt von Tvrdoš wurde er am 12. Mai 1996 und zum Archimandriten am 19. August 1997. Seinen Abschluss in Theologie machte er 1994, von 1995 bis 1997 absolvierte er ein Postgraduiertenstudium in Athen.
Bei der regulären Sitzung des Bischofsrates der Serbisch-Orthodoxen Kirche vom 13.–15. Mai 1999 wurde Durić zum Vikarbischof von Hum in der Eparchie von Zahumlje und Herzegowina gewählt. Bei der außerordentlichen Sitzung vom 13. – 18. September 1999, nach dem Rücktritt von Bischof Atanasije, wurde Grigorije zum Diözesanbischof ernannt. Er wurde inthronisiert als Bischof von Zahumlje und Herzegovina durch den Metropoliten von Montenegro und dem Küstenland, Amfilohije am 3. Oktober 1999, mit dem Segen von Pavle, dem serbischen Patriarchen.
Bischof Grigorije stand dem Metropolitanat von Dabar-Bosnien von 2015 bis 2017 vor und war mehrfach Mitglied der Heiligen Bischofssynode. Bei der regulären Heiligen Synode 2018 wurde er zum Bischof der Eparchie von Düsseldorf und ganz Deutschland ernannt. Inthronisiert wurde er am 16. September 2018 in der Kirche des Hl. Sava in Düsseldorf.
Am 29. Oktober 2014 erwarb Durić seinen Doktortitel in Theologie von der Orthodoxen Theologischen Fakultät der Universität Belgrad.

## Publikationen
Bücher von Bischof Grigorije:

### Theologie
- Dolazi čas i već je nastao, 2004
- Biti sa drugim: Relaciona ontologija Jovana Zizjulasa, 2018

### Belletristik
- Priča o starom kralju, 2009 (Roman)
- Vera, radost života, 2010 (Roman)
- Lazar, 2010 (Roman)
- Preko praga, 2017 (Roman)
- Gledajmo se u oči, 2019 (Interviewsammlung)